# Нівелірні знаки

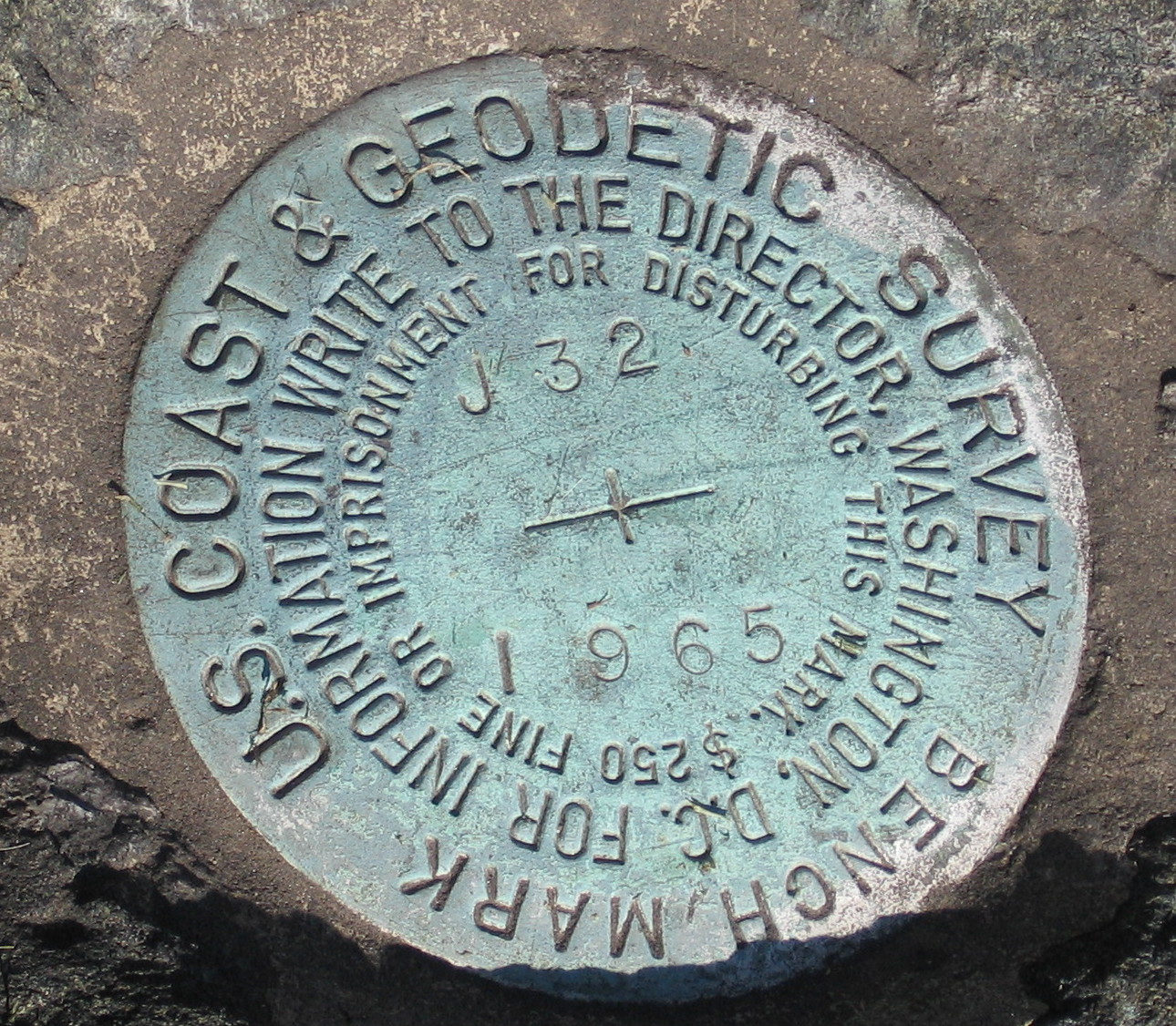
Маркер узбережжя США та геодезичної зйомки

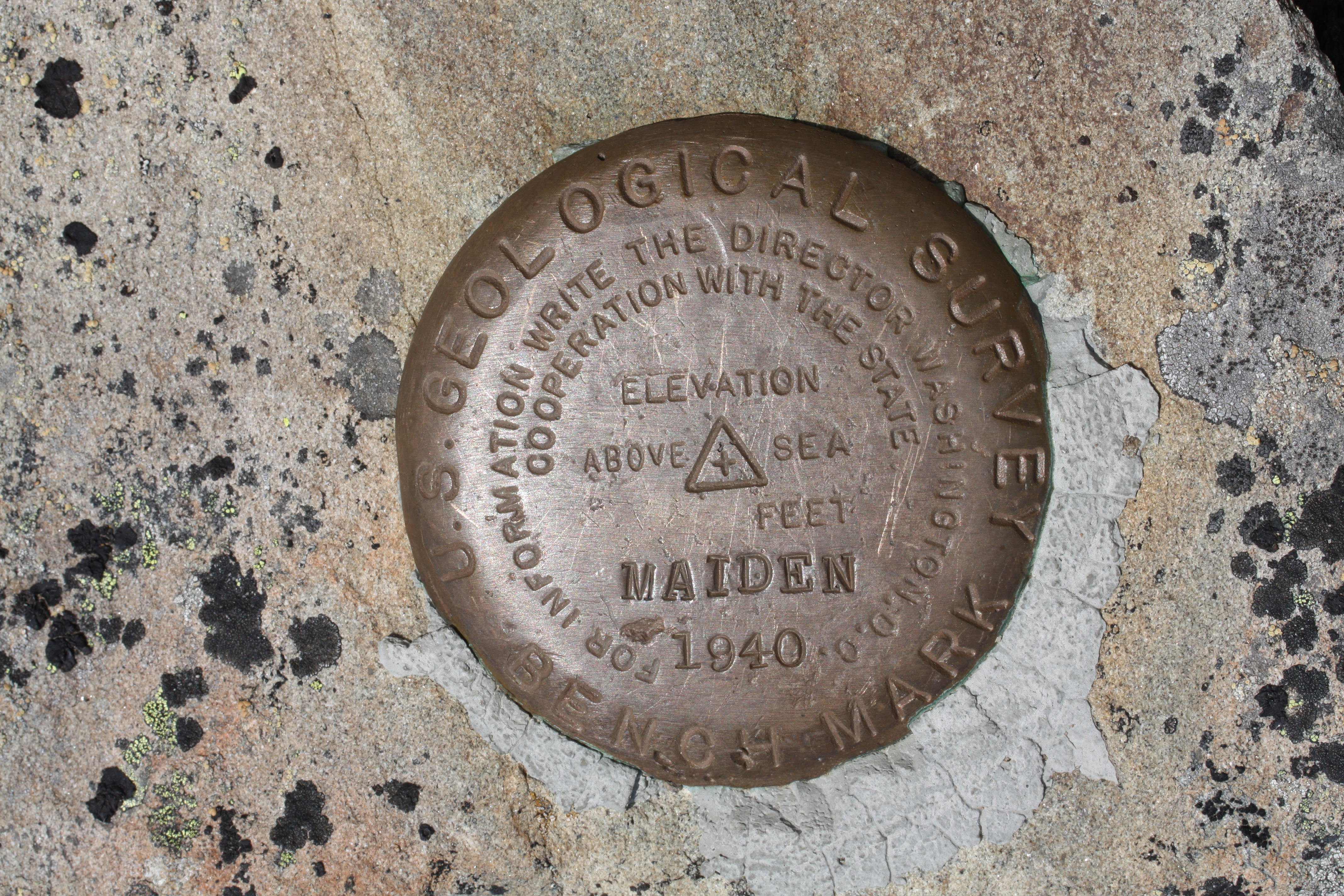
Маркер для станції тріангуляції, позначений трикутником у центрі.

Нівелірні знаки (рос. знаки нивелирные, англ. leveling marks; нім. Nivellierzeichen n pl) — знаки, що закріплюють на місцевості для позначення пунктів геометричного нівелювання. Розрізнюють постійні та тимчасові Н.з. Конструктивно виконуються у вигляді фундаментних та ґрунтових реперів, стінних марок та ін. Служать основою для забезпечення висотними відмітками будь-яких робіт (будівництво, транспорт, маркшейдерська справа тощо).

## Класифікація нівелірних знаків[1]
Нівелірні знаки діляться на:
- фундаментальні репери. Для спеціальних цілей закріплення роблять ще глибинними реперами.

- рядові та тимчасові нівелірні знаки.

Рядові нівелірні знаки поділяються на такі види:
а) ґрунтові репери;
б) скельні репери;
в) скельні марки;
г) стінні репери;
д) стінні марки.
Нівелірні знаки закріплюються на місцевості центрами, які поділяються на типи залежно від конструкції.
Основною вимогою, що висуваються до закладки центрів нівелірних знаків, є вимога довгострокової безпеки знаків і стійкість у часі, виключаючи їх переміщення в результаті сучасних рухів земної кори, землетрусів, вивержень вулканів і т.д.

## Інтернет-ресурси
- ЗНАКИ НИВЕЛИРНЫЕ Словари и энциклопедии на Академике